# Bangerz
Bangerz là album phòng thu thứ tư của ca sĩ người Mỹ Miley Cyrus, phát hành ngày 30 tháng 9 năm 2013 bởi RCA Records. Đây là dự án đầu tiên của cô kể từ khi rời Hollywood Records sau album phòng thu thứ ba Can't Be Tamed (2010) và ký hợp đồng với RCA vào đầu năm 2013. Thay vì tập trung vào sự nghiệp diễn xuất như kế hoạch ban đầu vào năm 2012, Cyrus bắt đầu thực hiện album. Bangerz là một bản thu âm pop và R&B, với nội dung ca từ chủ yếu xoay quanh chuyện tình cảm, được cho là lấy cảm hứng từ vị hôn phu cũ của cô lúc bấy giờ Liam Hemsworth. Được mô tả bởi nữ ca sĩ như "một đĩa nhạc mang hơi hướng hip hop miền Nam", album đánh dấu sự thay đổi so với phong cách âm nhạc trước đây của cô, vốn cô cảm thấy "ngắt kết nối" từ lâu. Đóng vai trò điều hành sản xuất, Cyrus và Mike Will Made It hợp tác với nhiều nhà sản xuất hip hop, bao gồm Cirkut, Pharrell Williams, và will.i.am. Ngoài ra, Bangerz có sự tham gia góp giọng của Britney Spears, Big Sean, French Montana, Future, Ludacris, và Nelly.
Sau khi phát hành, Bangerz nhận được những phản ứng từ trái chiều đến tích cực từ các nhà phê bình âm nhạc, những người đánh giá cao quá trình sản xuất và tính độc đáo của album nhưng chỉ trích hình ảnh ngày càng khiêu khích của Cyrus. Album cũng giúp nữ ca sĩ nhận được đề cử giải Grammy đầu tiên trong sự nghiệp cho Album giọng pop xuất sắc nhất tại lễ trao giải thường niên lần thứ 57. Bangerz gặt hái nhiều thành công lớn về mặt thương mại, đứng đầu các bảng xếp hạng tại Úc, Canada, Ireland, Na Uy và Vương quốc Anh, đồng thời lọt vào top 10 ở hầu hết thị trường khác, bao gồm vươn đến top 5 tại Áo, Đan Mạch, Ý, New Zealand, Tây Ban Nha và Thụy Điển. Bangerz ra mắt ở vị trí số một trên bảng xếp hạng Billboard 200 tại Hoa Kỳ với 270,000 bản được tiêu thụ trong tuần đầu, trở thành album quán quân thứ năm của Cyrus tại đây và là một trong những album của nghệ sĩ nữ có doanh số mở màn cao nhất năm. Album sau đó được chứng nhận ba đĩa Bạch kim bởi Hiệp hội Công nghiệp Ghi âm Hoa Kỳ (RIAA).
Ba đĩa đơn đã được phát hành từ Bangerz. "We Can't Stop" được chọn làm đĩa đơn mở đường, và đứng đầu bảng xếp hạng tại New Zealand và Vương quốc Anh, cũng như đạt vị trí thứ hai trên bảng xếp hạng Billboard Hot 100. Đĩa đơn tiếp theo "Wrecking Ball" thành công vang dội ở nhiều quốc gia, và trở thành đĩa đơn quán quân đầu tiên của Cyrus tại Hoa Kỳ. Video ca nhạc cho cả hai đĩa đơn đều từng là video đạt 100 triệu lượt xem nhanh nhất trên Vevo, trong khi video sau thắng giải Video của năm tại giải Video âm nhạc của MTV năm 2014. Bangerz và những hoạt động quảng bá album được xem như bước ngoặt trong sự nghiệp của Cyrus, thoát khỏi hình tượng ngôi sao nhí trong loạt phim truyền hình cô từng thủ vai chính Hannah Montana để trở thành một nghệ sĩ đương đại đúng nghĩa. Hành động gây tranh cãi và khiêu khích của Cyrus trong thời gian này cũng dẫn đến một số khoảnh khắc quan trọng trong văn hóa đại chúng, bao gồm màn trình diễn tại giải Video âm nhạc của MTV năm 2013 và chuyến lưu diễn Bangerz Tour.

## Danh sách bài hát
| Bangerz – Phiên bản tiêu chuẩn | Bangerz – Phiên bản tiêu chuẩn               | Bangerz – Phiên bản tiêu chuẩn                                                                            | Bangerz – Phiên bản tiêu chuẩn                      | Bangerz – Phiên bản tiêu chuẩn |
| STT                            | Nhan đề                                      | Sáng tác                                                                                                  | Sản xuất                                            | Thời lượng                     |
| ------------------------------ | -------------------------------------------- | --- | --------------------------------------------------- | ------------------------------ |
| 1.                             | "Adore You"                                  | Stacy Barthe Oren Yoel                                                                                    | Yoel                                                | 4:38                           |
| 2.                             | "We Can't Stop"                              | Michael Williams II Pierre Slaughter Timothy Thomas Theron Thomas Miley Cyrus Douglas Davis Ricky Walters | Mike Will Made It P-Nasty [a] Rock City [b]         | 3:51                           |
| 3.                             | "SMS (Bangerz)" (hợp tác với Britney Spears) | M. Williams Marquel Middlebrooks Sean Garrett Cyrus                                                       | Mike Will Made It Marz [a]                          | 2:49                           |
| 4.                             | "4x4" (hợp tác với Nelly)                    | Cornell Hayes, Jr. Pharrell Williams Cyrus                                                                | P. Williams                                         | 3:11                           |
| 5.                             | "My Darlin'" (hợp tác với Future)            | Nayvadius Wilburn M. Williams Slaughter Jeremy Felton Jerry Leiber Mike Stoller Ben E. King Cyrus         | Mike Will Made It P-Nasty [a] Tyler Sam Johnson [c] | 4:03                           |
| 6.                             | "Wrecking Ball"                              | Lukasz Gottwald Maureen McDonald Stephan Moccio Sacha Skarbek Henry Walter David Kim                      | Dr. Luke Cirkut                                     | 3:41                           |
| 7.                             | "Love Money Party" (hợp tác với Big Sean)    | Sean Anderson M. Williams Middlebrooks Wilburn Garrett Cyrus                                              | Mike Will Made It Marz [a]                          | 3:39                           |
| 8.                             | "#GetItRight"                                | P. Williams                                                                                               | P. Williams                                         | 4:24                           |
| 9.                             | "Drive"                                      | M. Williams Slaughter Samuel Jean Ethan Lowery Cyrus                                                      | Mike Will Made It P-Nasty [a]                       | 4:15                           |
| 10.                            | "FU" (hợp tác với French Montana)            | Karim Kharbouch Rami Samir Afuni McDonald Cyrus                                                           | Afuni                                               | 3:51                           |
| 11.                            | "Do My Thang"                                | William Adams Michael McHenry Ryan "DJ Replay" Buendia Kyle Edwards Jean-Baptiste Cyrus                   | McHenry Edwards will.i.am [a]                       | 3:45                           |
| 12.                            | "Maybe You're Right"                         | M. Williams Slaughter Camaron Ochs John Shanks T. Johnson Cyrus                                           | Mike Will Made It P-Nasty [a]                       | 3:33                           |
| 13.                            | "Someone Else"                               | M. Williams Slaughter Timothy Thomas Theron Thomas McDonald Cyrus                                         | Mike Will Made It P-Nasty [a]                       | 4:48                           |
| Tổng thời lượng:               | Tổng thời lượng:                             | Tổng thời lượng:                                                                                          | Tổng thời lượng:                                    | 50:28                          |

| Bangerz – Phiên bản cao cấp (bản nhạc bổ sung) | Bangerz – Phiên bản cao cấp (bản nhạc bổ sung) | Bangerz – Phiên bản cao cấp (bản nhạc bổ sung)                   | Bangerz – Phiên bản cao cấp (bản nhạc bổ sung) | Bangerz – Phiên bản cao cấp (bản nhạc bổ sung) |
| STT                                            | Nhan đề                                        | Sáng tác                                                         | Sản xuất                                       | Thời lượng                                     |
| ---------------------------------------------- | ---------------------------------------------- | ---------------------------------------------------------------- | ---------------------------------------------- | ---------------------------------------------- |
| 14.                                            | "Rooting for My Baby"                          | P. Williams Cyrus                                                | P. Williams                                    | 3:20                                           |
| 15.                                            | "On My Own"                                    | P. Williams                                                      | P. Williams                                    | 3:52                                           |
| 16.                                            | "Hands in the Air" (hợp tác với Ludacris)      | Christopher Bridges M. Williams Slaughter Jean Asia Bryant Cyrus | Mike Will Made It P-Nasty [a]                  | 3:22                                           |
| Tổng thời lượng:                               | Tổng thời lượng:                               | Tổng thời lượng:                                                 | Tổng thời lượng:                               | 61:02                                          |

| Bangerz – Phiên bản LP cao cấp kỷ niệm 10 năm (bản nhạc bổ sung) | Bangerz – Phiên bản LP cao cấp kỷ niệm 10 năm (bản nhạc bổ sung)         | Bangerz – Phiên bản LP cao cấp kỷ niệm 10 năm (bản nhạc bổ sung)                       | Bangerz – Phiên bản LP cao cấp kỷ niệm 10 năm (bản nhạc bổ sung) | Bangerz – Phiên bản LP cao cấp kỷ niệm 10 năm (bản nhạc bổ sung) |
| STT                                                              | Nhan đề                                                                  | Sáng tác                                                                               | Sản xuất                                                         | Thời lượng                                                       |
| ---------------------------------------------------------------- | ------------------------------------------------------------------------ | -------------------------------------------------------------------------------------- | ---------------------------------------------------------------- | ---------------------------------------------------------------- |
| 17.                                                              | "23" (Mike Will Made It hợp tác với Miley Cyrus, Wiz Khalifa và Juicy J) | M. Williams Cyrus Jordan Houston Cameron Thomaz Timothy Thomas Theron Thomas Slaughter | Mike Will Made It P-Nasty [a]                                    | 4:12                                                             |
| Tổng thời lượng:                                                 | Tổng thời lượng:                                                         | Tổng thời lượng:                                                                       | Tổng thời lượng:                                                 | 65:14                                                            |

Ghi chú
- ^[a]  nghĩa là đồng sản xuất
- ^[b]  nghĩa là sản xuất giọng hát
- ^[c]  nghĩa là sản xuất bổ sung

Ghi chú nhạc mẫu
- "We Can't Stop" chứa một phần giai điệu của "La Di Da Di", được sáng tác bởi Douglas Davis và Ricky Walters.
- "My Darlin'" chứa một phần giai điệu của "Stand by Me", được sáng tác bởi Jerry Leiber, Mike Stoller và Ben E. King.
- "SMS (Bangerz)" chứa một phần giai điệu của "Push It", được sáng tác bởi Hurby Azor và Ray Davies.

## Xếp hạng
| Bảng xếp hạng (2013–14)                  | Vị trí cao nhất |
| ---------------------------------------- | --------------- |
| Album Argentina (CAPIF)                  | 1               |
| Album Úc (ARIA)                          | 1               |
| Album Áo (Ö3 Austria)                    | 4               |
| Album Bỉ (Ultratop Vlaanderen)           | 5               |
| Album Bỉ (Ultratop Wallonie)             | 11              |
| Album Canada (Billboard)                 | 1               |
| Album Cộng hòa Séc (ČNS IFPI)            | 11              |
| Album Đan Mạch (Hitlisten)               | 3               |
| Album Hà Lan (Album Top 100)             | 6               |
| Album Phần Lan (Suomen virallinen lista) | 23              |
| Album Pháp (SNEP)                        | 9               |
| Album Đức (Offizielle Top 100)           | 9               |
| Album Hungaria (MAHASZ)                  | 8               |
| Album Ireland (IRMA)                     | 1               |
| Album Ý (FIMI)                           | 3               |
| Album Nhật Bản (Oricon)                  | 24              |
| Album Hàn Quốc (Circle)                  | 21              |
| Album México (Top 100 Mexico)            | 1               |
| Album New Zealand (RMNZ)                 | 2               |
| Album Na Uy (VG-lista)                   | 1               |
| Album Ba Lan (ZPAV)                      | 20              |
| Album Bồ Đào Nha (AFP)                   | 4               |
| Album Tây Ban Nha (PROMUSICAE)           | 2               |
| Album Nam Phi (RISA)                     | 5               |
| Album Thụy Điển (Sverigetopplistan)      | 4               |
| Album Thụy Sĩ (Schweizer Hitparade)      | 7               |
| Album Scotland (OCC)                     | 1               |
| Album Anh Quốc (OCC)                     | 1               |
| Album Hoa Kỳ Billboard 200               | 1               |
| Bảng xếp hạng (2023)                     | Vị trí cao nhất |
| Album Hy Lạp (IFPI)                      | 2               |

| Bảng xếp hạng (2023) | Vị trí cao nhất |
| -------------------- | --------------- |
| Album Uruguay (CUD)  | 5               |

| Bảng xếp hạng (2013)                | Vị trí |
| ----------------------------------- | ------ |
| Album Argentina (CAPIF)             | 22     |
| Album Úc (ARIA)                     | 64     |
| Album Bỉ (Ultratop Flanders)        | 100    |
| Album Bỉ (Ultratop Wallonia)        | 161    |
| Album Canada (Billboard)            | 32     |
| Album Pháp (SNEP)                   | 159    |
| Album Ý (FIMI)                      | 86     |
| Album México (Top 100 Mexico)       | 47     |
| Album Tây Ban Nha (PROMUSICAE)      | 35     |
| Album Thụy Điển (Sverigetopplistan) | 30     |
| Album Anh Quốc (OCC)                | 71     |
| Hoa Kỳ Billboard 200                | 51     |
| Toàn cầu (IFPI)                     | 20     |
| Bảng xếp hạng (2014)                | Vị trí |
| Album Bỉ (Ultratop Flanders)        | 142    |
| Album Bỉ (Ultratop Wallonia)        | 175    |
| Album Canada (Billboard)            | 44     |
| Album México (Top 100 Mexico)       | 95     |
| Album Thụy Điển (Sverigetopplistan) | 37     |
| Hoa Kỳ Billboard 200                | 23     |

| Bảng xếp hạng (2010–2019) | Vị trí |
| ------------------------- | ------ |
| Hoa Kỳ Billboard 200      | 108    |

## Chứng nhận
| Quốc gia | Chứng nhận  | Số đơn vị/doanh số chứng nhận |
| --- | ----------- | ----------------------------- |
| Úc (ARIA) | Bạch kim    | 70.000‡                       |
| Áo (IFPI Áo) | Vàng        | 7.500*                        |
| Brasil (Pro-Música Brasil) | 3× Bạch kim | 120.000‡                      |
| Canada (Music Canada) | 2× Bạch kim | 160.000‡                      |
| Đan Mạch (IFPI Đan Mạch) | Bạch kim    | 20.000‡                       |
| Ý (FIMI) | Vàng        | 25.000‡                       |
| México (AMPROFON) | Vàng        | 30.000^                       |
| Na Uy (IFPI) | 4× Bạch kim | 80.000*                       |
| Ba Lan (ZPAV) | Bạch kim    | 20.000*                       |
| Tây Ban Nha (PROMUSICAE) | Vàng        | 20.000‡                       |
| Thụy Điển (GLF) | Bạch kim    | 40.000‡                       |
| Anh Quốc (BPI) | Vàng        | 100.000*                      |
| Hoa Kỳ (RIAA) | 3× Bạch kim | 3.000.000‡                    |
| * Chứng nhận dựa theo doanh số tiêu thụ. ^ Chứng nhận dựa theo doanh số nhập hàng. ‡ Chứng nhận dựa theo doanh số tiêu thụ và phát trực tuyến. |             |                               |

## Lịch sử phát hành
| Khu vực        | Ngày              | Định dạng       | Phiên bản              | Hãng đĩa | Ct.                         |
| -------------- | ----------------- | --------------- | ---------------------- | -------- | --------------------------- |
| Nhiều          | 30 tháng 9, 2013  | Phát trực tuyến | Tiêu chuẩn cao cấp     | Sony     | [ 67 ]                      |
| Úc             | 4 tháng 10, 2013  | Tải nhạc số     | Tiêu chuẩn cao cấp     | RCA      | [ 68 ] [ 69 ]               |
| Áo             | 4 tháng 10, 2013  | Tải nhạc số     | Cao cấp                | RCA      | [ 70 ]                      |
| Bỉ             | 4 tháng 10, 2013  | Tải nhạc số     | Tiêu chuẩn cao cấp     | RCA      | [ 71 ] [ 72 ]               |
| Canada         | 4 tháng 10, 2013  | Tải nhạc số     | Tiêu chuẩn cao cấp     | RCA      | [ 73 ] [ 74 ]               |
| Phần Lan       | 4 tháng 10, 2013  | Tải nhạc số     | Cao cấp                | RCA      | [ 75 ]                      |
| Pháp           | 4 tháng 10, 2013  | Tải nhạc số     | Tiêu chuẩn cao cấp     | RCA      | [ 76 ] [ 77 ]               |
| Đức            | 4 tháng 10, 2013  | CD tải nhạc số  | Tiêu chuẩn             | RCA      | [ 78 ] [ 79 ]               |
| Đức            | 4 tháng 10, 2013  | Tải nhạc số     | Cao cấp                | RCA      | [ 80 ]                      |
| Hồng Kông      | 4 tháng 10, 2013  | Tải nhạc số     | Cao cấp                | RCA      | [ 81 ]                      |
| Ý              | 4 tháng 10, 2013  | Tải nhạc số     | Tiêu chuẩn cao cấp     | RCA      | [ 82 ] [ 83 ]               |
| Nhật Bản       | 4 tháng 10, 2013  | Tải nhạc số     | Tiêu chuẩn cao cấp     | RCA      | [ 84 ] [ 85 ]               |
| Hà Lan         | 4 tháng 10, 2013  | Tải nhạc số     | Tiêu chuẩn cao cấp     | RCA      | [ 86 ] [ 87 ]               |
| New Zealand    | 4 tháng 10, 2013  | Tải nhạc số     | Tiêu chuẩn cao cấp     | RCA      | [ 88 ] [ 89 ]               |
| Ba Lan         | 4 tháng 10, 2013  | Tải nhạc số     | Cao cấp                | RCA      | [ 90 ]                      |
| Nga            | 4 tháng 10, 2013  | Tải nhạc số     | Cao cấp                | RCA      | [ 91 ]                      |
| Hoa Kỳ         | 4 tháng 10, 2013  | Tải nhạc số     | Tiêu chuẩn cao cấp     | RCA      | [ 92 ]                      |
| Pháp           | 7 tháng 10, 2013  | CD              | Tiêu chuẩn cao cấp     | Sony     | [ 93 ] [ 94 ]               |
| Vương quốc Anh | 7 tháng 10, 2013  | CD tải nhạc số  | Tiêu chuẩn cao cấp     | RCA      | [ 95 ] [ 96 ] [ 97 ] [ 98 ] |
| Brazil         | 8 tháng 10, 2013  | CD              | Cao cấp                | Sony     | [ 99 ]                      |
| Canada         | 8 tháng 10, 2013  | CD              | Tiêu chuẩn cao cấp     | Sony     | [ 100 ] [ 101 ]             |
| Ý              | 8 tháng 10, 2013  | CD              | Tiêu chuẩn cao cấp     | RCA      | [ 102 ] [ 103 ]             |
| Ba Lan         | 8 tháng 10, 2013  | CD              | Tiêu chuẩn cao cấp     | Sony     | [ 104 ] [ 105 ]             |
| Tây Ban Nha    | 8 tháng 10, 2013  | CD              | Tiêu chuẩn cao cấp     | Sony     | [ 106 ] [ 107 ]             |
| Hoa Kỳ         | 8 tháng 10, 2013  | CD              | Tiêu chuẩn cao cấp     | RCA      | [ 108 ] [ 109 ]             |
| Mexico         | 15 tháng 10, 2013 | CD              | Cao cấp                | Sony     | [ 110 ]                     |
| Nhật Bản       | 23 tháng 10, 2013 | CD              | Cao cấp                | Sony     | [ 111 ]                     |
| Hoa Kỳ         | 26 tháng 11, 2013 | Đĩa hình        | Cao cấp                | RCA      | [ 112 ]                     |
| Ấn Độ          | 24 tháng 1, 2014  | CD              | Tiêu chuẩn             | Sony     | [ 113 ]                     |
| Hoa Kỳ         | 22 tháng 4, 2017  | LP              | Cao cấp                | RCA      | [ 114 ]                     |
| Nhiều          | 29 tháng 9, 2023  | LP              | Tái bản kỷ niệm 10 năm | Sony     | [ 115 ]                     |